# Guillielmo de Brouwer

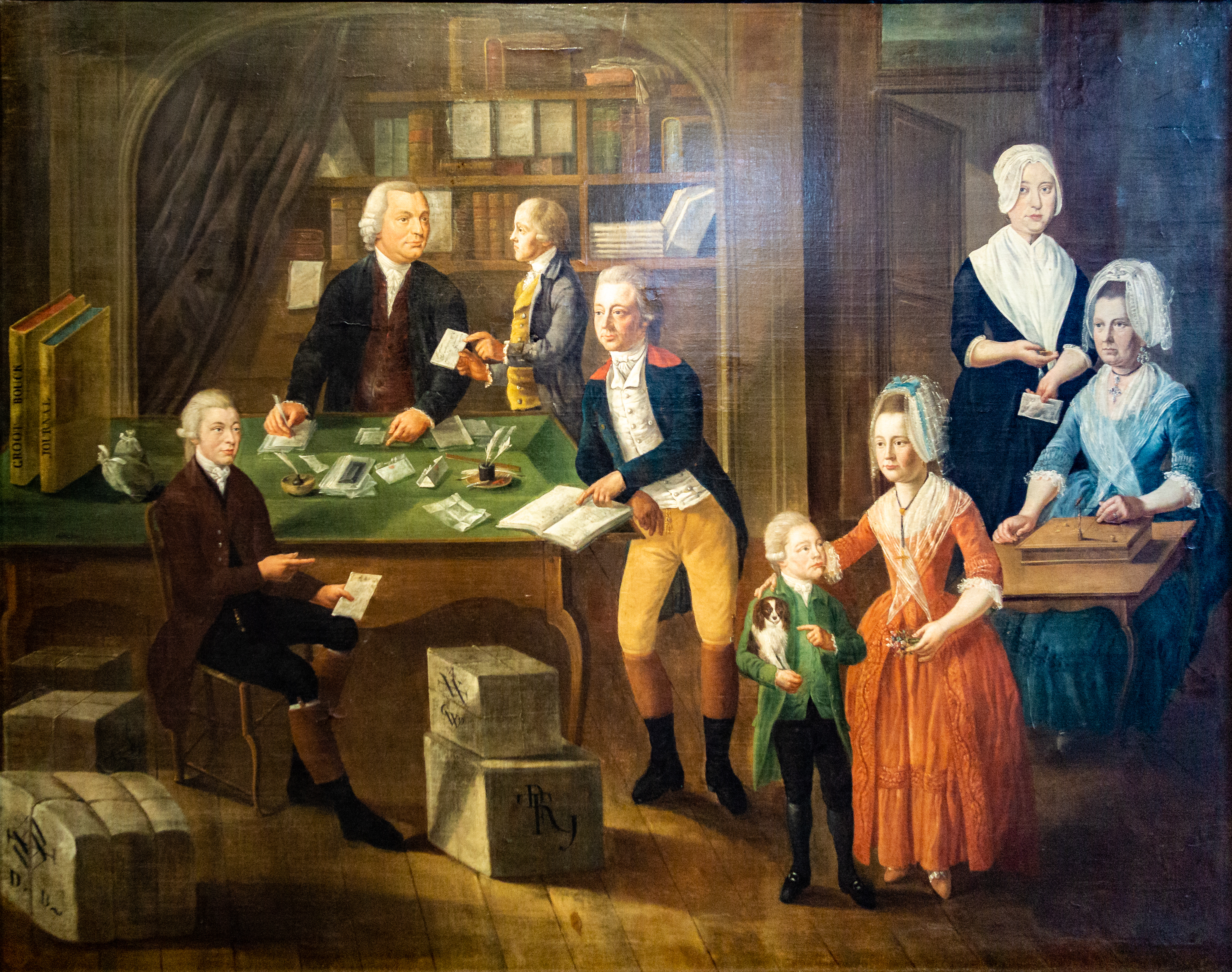
Schilderij van Guillelmo de Brouwer en zijn gezin in hun Brugse kantoor

Guillielmo Philippe de Brouwer (Oostende, 15 februari 1693 – Brugge, 21 oktober  1767) was een Zuid-Nederlands zeeman, handelaar en reder. Hij ondernam diverse reizen naar China.

## Leven
Als matroos maakte De Brouwer in 1719 een eerste reis naar de Oost. Zijn schip viel in handen van een Engelse piraat, maar de bemanning kon op een ander schip terugkeren. Nadat hij 1723 met zijn nicht was getrouwd, voer hij in dienst van de Oostendse Compagnie twee keer op Kanton: in 1725 als onderkapitein van de Keyserinne en in 1727 als kapitein van de Marquis de Prié. Op die laatste tocht verkende hij het ruige eiland Fernando de Noronha om te onderzoeken of de Oostendenaren er een post konden vestigen. 
In 1729 kocht hij het huis De Draeck en begon hij ook voor eigen rekening te werken als koopman. Na het einde van de Oostendse Compagnie werd hij in 1730 als tweede kapitein gerekruteerd door de Deense Oost-Indische Compagnie. Omdat zijn ervaring die van de kapitein overvleugelde, had hij op de Cron Printz Christian de facto de leiding. In 1733 en 1737 maakte hij als kapitein van de Slesvig een vierde en een vijfde reis naar Kanton.
Na acht jaar Deense dienst keerde De Brouwer als een vermogend man terug naar Oostende. Hij vestigde er een handelsfirma die Chinese thee en zijde uit Kopenhagen en Göteborg aankocht. Uit Noorwegen betrok hij hout, teer, pek en vis. Hij deed voorts zaken met landgenoten in Nantes en leed verlies in de zouthandel met Alicante. 
Rond 1744 verhuisde hij naar Brugge in de Freren Fonteinstraat. Dat jaar rustte hij met Andreas Lanszweert de oorlogsbodem Karel van Lorreynen uit om tijdens de Oostenrijkse Successieoorlog aan kaapvaart te doen. Ze brachten zeven Hollandse, Duitse en Engelse schepen op, maar moesten de meeste daarvan in 1746 restitueren op last van Franse bezettingsmacht. Van 1744 tot 1752 behartigde hij als consul de Deense belangen in de Oostenrijkse Nederlanden. Daarnaast was hij actief als reder-bevrachter. Geplaagd door jicht liet hij in 1755 zijn zaak over aan zijn oudste zonen Guillaume-François en Denis-Philippe. Van zijn vriend Andreas Lanszweert kocht hij in 1757 een huis van plaisance in de Sint-Catharinapolder.

## Familie
De ouders van De Brouwer waren Philippe Jean de Brouwer en Anna van der Heyde. Hij was getrouwd met Maria Francisca de Chaene (1700-1760). Hun kinderen waren:
- Guillaume-François Grégoire de Brouwer (1727-1775)
- Denis-Philippe de Brouwer
- Thérèse Madeleine de Brouwer
- Pierre Jacques de Brouwer

Geplaagd door jicht liet hij zijn activiteiten in 1755 over aan zijn zoons Guillaume-François en Denis-Philippe. Hij stierf in Brugge in 1767.

## Iconografie
Er bestaat een Chinees portretbeeld van De Brouwer in ongebakken klei, gedateerd in 1731.
Een schilderij in het Groeningemuseum, gemaakt rond 1750, toont de familie in haar handelshuis.